# مهرجان كان السينمائي 1963
مهرجان كان السينمائي لعام 1963 هو الدورة الـ16 للمهرجان عُقد في 9 إلى 22 مايو من عام 1963، حصل فيلم "The Leopard" للمخرج الإيطالي لوتشينو فيسكونتي على السعفة الذهبية للمهرجان.